# 7149 Bernie
7149 Bernie è un asteroide della fascia principale. Scoperto nel 1977, presenta un'orbita caratterizzata da un semiasse maggiore pari a 3,1374160 UA e da un'eccentricità di 0,1328903, inclinata di 1,00466° rispetto all'eclittica.